# Monta in sella, figlio di…
Monta in sella, figlio di… ist ein Italowestern in spanischer Koproduktion, der im deutschen Sprachraum nicht aufgeführt wurde. Tonino Ricci inszenierte den Film mit dem US-Amerikaner Mark Damon in der Hauptrolle.

## Handlung
Die Brüder Dean (genannt Kansas Lee) und Sam Madison sowie die aus Frankreich eingewanderten André und Agnès verdienen ihren Lebensunterhalt mit Betrügereien beim Poker. Eines Tages akzeptieren sie das Angebotes eines blinden mexikanischen Sängers, Felipe, der sie als Bande zum großangelegten Diebstahl eines vom mexikanischen General El Supremo angehäuften Schatzes verpflichten möchte.
In Mexiko angekommen, gelingt der Coup dank der Verführungskünste Agnès’, denen El Supremo nicht widerstehen kann, und nach dem Plan Felipes. Dann kann Felipe, der seine Blindheit nur vortäuschte, die vier dazu bringen, den Schatz den Revolutionären seines Heimatlandes zu überlassen.

## Kritik
„Der Film ist weder in seiner Geschichte und noch nicht einmal in seiner letzten Wendung originell und somit ziemlich mittelmäßig, aber immerhin erträglich dank seines heiteren Tones und der temporeichen Darbietung der unglaublichen Abenteuer“, schrieb „Segnalazioni Cinematografiche“
Christian Keßler war kritischer: „Diese Westernkomödie ist nur einen Tick besser als der zur selben Zeit gedrehte „Storia di pugni e karatè“ [cf. des Regisseurs Ricci], was heißt, daß man ihn nur mit Mühe durchsehen kann.“

## Bemerkungen
Laut Keßler besteht der Soundtrack aus bereits veröffentlichter Musik von Bacalov.